# Arthur Maria Rabenalt
Arthur Maria Lothar Konrad Heinrich Friedrich Rabenalt (* 25. Juni 1905 in Wien; † 26. Februar 1993 in Kreuth) war ein deutscher Theaterregisseur und Filmregisseur. Seine österreichische Staatsbürgerschaft gab er zugunsten der deutschen auf.

## Leben
Der Sohn des Rechtsanwalts und Notars Arthur Rabenalt und seiner Ehefrau Karoline, geborene Grabner, führte sechzehnjährig erstmals Opernregie am Hessischen Landestheater in Darmstadt. Danach arbeitete er als Theaterregisseur in Berlin am Theater am Kurfürstendamm, an der Volksbühne und an der Tribüne.
In Gera wurde er zweiter Opern- und Schauspielregisseur am Reußischen Theater, danach Oberregisseur an der Oper von Würzburg. Hier traf er auf zwei ebenfalls neu Berufene, mit denen er ein legendäres Theatertrio bildete, den Bühnenbildner Wilhelm Reinking und die Ballettmeisterin Claire Eckstein. Die gemeinsame Arbeit setzten sie in Darmstadt fort. 1933 wurden Rabenalt und Reinking, da ihre avantgardistischen Experimente an der Kroll-Oper den Nationalsozialisten missfielen, von diesen als „Kulturbolschewisten“ angeprangert und erhielten Berufsverbot. Das Trio wurde als „RabenKingStein AG zur Umwandlung von klassischen Opern in Burlesken, Groteskfilme und Zirkusnummern“ verunglimpft, gab dem Druck nach und löste sich auf. Von 1935 bis 1936 war Rabenalt Dialogregisseur am Metropol-Theater.
Immer mehr arbeitete Arthur Maria Rabenalt jetzt für den Film. Erfahrungen hatte er hier schon als Volontär bei Alexander Korda und G. W. Pabst gesammelt. 1932 war er auch an der Entstehung der englischen Synchronfassung von Fritz Langs Film M beteiligt gewesen.
Rabenalt schuf nun zunächst Unterhaltungsfilme wie Pappi, Eine Siebzehnjährige, Ein Kind, ein Hund, ein Vagabund oder Ein Filmball-Erlebnis (alle 1934). Ein Kind, ein Hund, ein Vagabund wurde allerdings zeitweilig verboten, sodass Rabenalt seine Aktivitäten von Deutschland ins Ausland verlegte und nun in Frankreich, Italien und seinem Heimatland Österreich arbeitete. Musik- und Zirkusfilme wurden in dieser Zeit seine Spezialität. Beispiele dafür sind etwa Das Frauenparadies von 1936 oder Die drei Codonas aus dem Jahr 1940.
In diesem Jahr arbeitete er auch an Leni Riefenstahls Film Tiefland mit. Auch Filme wie Achtung! Feind hört mit! von 1940 oder … reitet für Deutschland (1940/41) zeigen, dass er sich mit den Machthabern in Deutschland in dieser Zeit arrangiert hatte. Dennoch bestand Arthur Maria Rabenalt später immer darauf, ein unpolitischer Regisseur zu sein. In der Nachkriegszeit schrieb er dazu in seinem Buch Film im Zwielicht. Über den unpolitischen Film des Dritten Reichs und die Begrenzung des totalitären Anspruchs (1958):

„Der einzig von einfachen, patriotischen Empfindungen getragene Sportfilm um einen Turnierreiter, der ohne politische Absicht hergestellt war, wurde erst durch seinen Erfolg sowohl im neutralen und im besetzten Ausland wie im Inland zu einem Politikum. Die Folge war, daß der Film [‹… reitet für Deutschland›] nachträglich das Prädikat ‚staatspolitisch wertvoll‘ erhielt, nach dem Zusammenbruch zu den berüchtigtsten Nazi-Filmen der Schwarzen Liste gezählt wurde und dem Regisseur und seinen Hauptdarstellern zu einem fast zweijährigen Berufsverbot – diesmal von den Amerikanern – verhalf (während das mitspielende Pferd Harro von den Russen deportiert wurde). Als die emotionelle Staudruckwelle verebbt war, wurde der Film völlig harmlos und unpolitisch befunden, als einer der ersten von der alliierten Verbotsliste gestrichen und mit Erfolg zum dritten Mal wiederaufgeführt.“

Von Seiten Erwin Leisers wurde Rabenalt vorgehalten, dass es im nationalsozialistischen Deutschland gar keine unpolitischen Filme geben konnte und dass auch in Rabenalts „unpolitischen“ Filmen nationalsozialistische Klischees und Wertvorstellungen bedient wurden.
Wegen des Films … reitet für Deutschland belegten ihn die Amerikaner nach dem Ende des Zweiten Weltkriegs mit einem fast zweijährigen Berufsverbot. In München gründete Rabenalt das Kabarett Die Schaubude. Neben seiner Arbeit als kommissarischer Leiter der Städtischen Schauspiele in Baden-Baden und als Intendant des Metropol-Theaters in Ost-Berlin (1947–49) drehte er weitere Filme für die DEFA, z. B. 1948 Das Mädchen Christine. 1952 drehte er mit Alraune die fünfte Verfilmung des phantastischen Romans Alraune. Die Geschichte eines lebenden Wesens mit Hildegard Knef in der Hauptrolle. Mit seiner Schrift Operette als Aufgabe legte er entscheidende Grundpositionen für das Heitere Musiktheater der DDR, die er weder davor noch danach selbst in eigenen Filmen und Werken realisierte.
Vor allem schuf er in den 1950er Jahren jedoch Musikfilme wie etwa 1954 Der Zigeunerbaron. Ab den 1960er Jahren arbeitete Arthur Maria Rabenalt vorwiegend fürs Fernsehen und schuf auch hier vor allem Musik- und Tanzfilme. Gleichzeitig schrieb er zahlreiche Texte zu theater- und filmhistorischen Themen sowie eine Geschichte des erotischen Theaters – 1968/69 leitete er zudem in München das Theatron Eroticon.
Gegen Ende der 1970er Jahre zog er sich weitgehend aus der Filmproduktion zurück. Im Alter verfasste Arthur Maria Rabenalt, der in erster Ehe mit der Opernsängerin Lotte Walter, der Tochter des Dirigenten Bruno Walter, ab 1943 mit Natascha Duchon geb. Duchonova verheiratet war, nicht nur seine Memoiren und ein Buch über Joseph Goebbels, sondern auch mehrere erotische Romane, wie etwa Das Sex-Terzett. Dieser Roman wurde von der Bundesprüfstelle für jugendgefährdende Medien indiziert.
Im März 1989 wurde Rabenalt von der Universität Bayreuth zum Honorarprofessor ernannt. Sein Privatarchiv ging entgegen anderslautender Information nicht in den Besitz der Universität über. Die Berufung des damals 83-jährigen war u. a. wegen antisemitischer und rassistischer Inhalte von Werken wie … reitet für Deutschland und Das Filmbett nicht unumstritten. Zudem stand der Vorwurf im Raum, er habe den Professorentitel durch die Gründung einer Stiftung „erkauft“. Wole Soyinka, nigerianischer Träger des Nobelpreises für Literatur, bat die Universität Bayreuth in diesem Zusammenhang, auf die für den 7. April 1989 vorgesehene Verleihung der Ehrendoktorwürde an ihn vorerst zu verzichten.

## Filmografie
- 1934: Pappi (auch Co-Drehbuch)
- 1934: Was bin ich ohne Dich
- 1934: Eine Siebzehnjährige
- 1934: Ein Kind, ein Hund, ein Vagabund
- 1935: Die Liebe des Maharadscha
- 1936: Das Frauenparadies
- 1937: Millionenerbschaft
- 1938: Liebelei und Liebe
- 1939: Flucht ins Dunkel
- 1939: Johannisfeuer
- 1940: Weißer Flieder
- 1940: Die 3 Codonas
- 1940: Achtung! Feind hört mit!
- 1941: … reitet für Deutschland
- 1941: Leichte Muse
- 1942: Meine Frau Teresa
- 1942: Fronttheater
- 1943: Liebespremiere
- 1943: Zirkus Renz
- 1944: Axel an der Himmelstür
- 1944: Das Leben ruft
- 1945: Am Abend nach der Oper
- 1945: Wir beide liebten Katharina (unvollendet)
- 1948: Chemie und Liebe
- 1948: Morgen ist alles besser
- 1949: Das Mädchen Christine
- 1949: Anonyme Briefe
- 1949: Martina
- 1949: Nächte am Nil
- 1949: 0 Uhr 15 Zimmer 9
- 1950: Die Frau von gestern Nacht
- 1950: Hochzeit im Heu
- 1951: Unvergängliches Licht
- 1952: Das weiße Abenteuer
- 1952: Die Försterchristel
- 1952: Alraune
- 1952: Genoveva
- 1952: Wir tanzen auf dem Regenbogen (Co-Regie)
- 1953: Fiakermilli – Liebling von Wien (Die Fiakermilli)
- 1953: Lavendel – eine ganz unmoralische Geschichte (Lavendel)
- 1953: Der letzte Walzer
- 1953: Der Vogelhändler
- 1953: Der unsterbliche Lump
- 1954: Die Sonne von St. Moritz
- 1954: Der Zigeunerbaron
- 1954: Der Zarewitsch
- 1955: Unternehmen Schlafsack
- 1955: Solang’ es hübsche Mädchen gibt
- 1955: Liebe ist ja nur ein Märchen
- 1956: Die Ehe des Dr. med. Danwitz
- 1956: Skandal um Dr. Vlimmen
- 1956: Zwischen Zeit und Ewigkeit (auch Co-Drehbuch)
- 1957: Glücksritter
- 1957: Frühling in Berlin
- 1957: Für zwei Groschen Zärtlichkeit
- 1958: Eine Frau, die weiß, was sie will
- 1958: Das haut einen Seemann doch nicht um
- 1958: Ohne Dich kann ich nicht leben
- 1959: Geliebte Bestie
- 1959: Laß mich am Sonntag nicht allein
- 1960: Der Held meiner Träume
- 1960: Das große Wunschkonzert
- 1961: Mann im Schatten
- 1961: Das Wunderkind Europas
- 1962: Die Kaiserin
- 1966: Jan Himp und die kleine Brise
- 1970: Hilfe, mich liebt eine Jungfrau
- 1971: Haie an Bord
- 1978: Caribia – Ein Filmrausch in Stereophonie (auch Drehbuch)

## Veröffentlichungen

### Sachbücher
- Mimus ohne Maske. Über die Schauspielkunst im Film. Essay. Merkur-Verlag, Düsseldorf 1945, DNB 453893708.
- Mensch im Spiel. Über das Wesen d. Schauspielerischen. Ein Essay. Ähren-Verlag, Heidelberg 1946, DNB 453893694.
- Operette als Aufgabe. Aufsätze zur Operettenkrise. Menge, Mainz 1948, DNB 958034281.
- Film im Zwielicht. Über den unpolitischen Film des Dritten Reichs und die Begrenzung des totalitären Anspruchs. Copress-Verlag, München 1958. (Olms-Presse, Hildesheim/New York 1979, ISBN 3-487-08155-5)
- Die Schnulze. Capriccios über ein sämiges Thema. Kreisselmeier, München/Icking 1959, DNB 453893716.
- Tanz und Film. Rembrandt Verlag, Berlin 1960, DNB 453893724.
- Voluptas ludens. Erotisches Geheimtheater. 17., 18. und 19. Jahrhundert. Verlag Die Schaubühne, München/Regensburg 1962, DNB 577346075.
- Theatrum sadicum. Der Marquis de Sade und das Theater. Lechte, Emsdetten 1963, OCLC 789068126.
- Mimus eroticus. Verlag für Kulturforschung, Hamburg, DNB 457871512.
  - Die erotische Schauszenik in der antiken Welt. 1965.
  - Das venusische Schauspiel im Mittelalter und in der Renaissance. Teil 1. 1965.
  - Das venusische Schauspiel im Mittelalter und in der Renaissance. Teil 2. 1965.
  - Beiträge zur Sittengeschichte der erotischen Szenik im zwanzigsten Jahrhundert. Teil 1. 1965.
  - Beiträge zur Sittengeschichte der erotischen Szenik im zwanzigsten Jahrhundert. Teil 2. 1967.
- Theater ohne Tabu. Voluptas ludens heute. Lechte, Emsdetten 1970, DNB 720130247.
- Das Theater der Lust. Bilddokumente der erotischen Geheimbühnen im 18. u. 19. Jahrhundert. Heyne, München 1982, ISBN 3-453-01608-4.
- Joseph Goebbels und der „großdeutsche“ Film. Herbig, München/Berlin 1985, ISBN 3-7766-1369-6.
- Gesammelte Schriften. Olms, Hildesheim/Zürich/New York.
  - Band 1: Schriften zum Musiktheater der 20er und 30er Jahre. Opernregie. 1999, ISBN 3-487-10864-X.
  - Band 2: Schriften zum Musiktheater der 20er und 30er Jahre. Opernregie. 2000, ISBN 3-487-11153-5.
  - Band 3: Schriften zu Operette, Film, Musical und Tanz. 2006, ISBN 3-487-13188-9.

### Belletristik
- Das Filmbett. Erotische Erzählungen. Anthologie. Heyne, München 1982, ISBN 3-453-01591-6.
- Astrid. Roman. Heyne, München 1985, ISBN 3-453-50281-7.
- Fabienne. Die Geschichte eines Au-pair-Mädchens. Lübbe, Bergisch Gladbach 1984, ISBN 3-404-10403-X.
- Amélie. Lübbe, Bergisch Gladbach 1984, ISBN 3-404-10425-0.
- Unternehmen Liebesinsel. Roman. Lübbe, Bergisch Gladbach 1984, ISBN 3-404-10451-X.
- Das Mädchen aus dem Glashaus. Das skandalöse Leben der Mabel N. Roman. Lübbe, Bergisch Gladbach 1984, ISBN 3-404-10475-7.
- Susanne, oh Susanne. Roman. Heyne, München 1985, ISBN 3-453-50339-2.
- Das Sex-Terzett. Die Geschichte einer weiblichen Rock-Band. Lübbe, Bergisch Gladbach 1985, ISBN 3-404-10614-8.